# Stadium Egesen
Stadium Egesen – faza awansu lodowców górskich w Alpach wiązana z nawrotem glacjalnych warunków klimatycznych młodszego dryasu (od 12,8 ka BP do 11,5 ka BP - Greenland Stadial-1).
W tym czasie lodowce w Alpach awansowały trzykrotnie, zapisane w sekwencji moren Egesen I, Egesen II (Bockten) i Egesen III. Poza tym, sekwencję tę uzupełniają moreny drobniejszych oscylacji.